# Gare de Condat - Le Lardin
Gare de Condat - Le Lardin vasútállomás Franciaországban, Le Lardin-Saint-Lazare településen.

## Vasútvonalak
Az állomást az alábbi vasútvonalak érintik:
- Coutras-Tulle-vasútvonal
- Condat-Le Lardin à Sarlat-vasútvonal

## Kapcsolódó állomások
A vasútállomáshoz az alábbi állomások vannak a legközelebb:
- Gare de Niversac
- Gare de Terrasson-Lavilledieu
- Gare de Thenon